# 伊藤翔太
伊藤 翔太（いとう しょうた、1989年8月8日 - ）は、日本の実業家。株式会社プロジェクトカンパニー創業者兼取締役会長。

## 人物・経歴
東京学芸大学附属高等学校を経て、東京大学に現役合格し東京大学教養学部地域文化研究学科に進学するが中退。
大学在学中の2010年11月に株式会社エンを設立して代表取締役に就任。2015年に株式会社メディロムに事業売却を行い、同社の執行役員として新規事業・経営企画等を管掌。
2016年に土井悠之介とともに株式会社プロジェクトカンパニーを設立。取締役副社長として財務経理・経営管理・経営企画・ベンチャー投資等を管掌。2020年に会長に就任した。2023年6 月 20 日開催の取締役会にて同社代表取締役副社長 グループCOOに就任。2023年９月８日、自ら代表取締役、取締役の辞任を申し出、受理される。その後、会社発表にて、セクハラ及び代表取締役社長への暴力行為が問題視されて処分されたことが発覚。